# Konrad Samwer
Konrad Hans Hubert Samwer (* 26. Januar 1952 in Göttingen) ist ein deutscher Physiker mit Schwerpunkt in den Materialwissenschaften.

## Leben
Konrad Samwer studierte nach dem Abitur 1970 Physik an der Georg-August-Universität Göttingen und der Rheinischen Friedrich-Wilhelms-Universität in Bonn. Nach dem Diplom 1975 promovierte er 1981 über Thermische und elektrische Eigenschaften des metallischen Glases ZrCu und habilitierte 1987 über Amorphisierung in festen metallenen Systemen. Er nahm 1989 einen Ruf als Professor für Experimentalphysik an die Universität Augsburg an und ist seit 1999 an der Georg-August-Universität Göttingen. Er war 1981/82, 1987, 1994, 1998, 2004, und 2007 als Gastforscher am California Institute of Technology.

## Werk
Samwer forschte über Magnetwiderstandsanomalien bei tiefen Temperaturen und entdeckte den kolossalen Magnetwiderstand an Manganat-Schichtstrukturen (Kondosysteme). Weitere seiner Arbeiten betreffen Hochtemperatursupraleiter und Unordnungsphänomene wie Phasenübergänge und Eigenschaften amorpher Systeme, Gläser und Flüssigkeiten.

## Auszeichnungen und Ehrungen
- 1983: Heinz-Maier-Leibnitz-Preis, Bundesministerium für Bildung und Forschung
- 2004: Gottfried-Wilhelm-Leibniz-Preis, Deutsche Forschungsgemeinschaft
- 2004: Ordentliches Mitglied der Akademie der Wissenschaften zu Göttingen
- 2007: Wahl zum Vizepräsidenten für den Bereich Physik der DFG (Deutsche Forschungsgemeinschaft)
- 2008: Mitglied der Deutschen Akademie der Naturforscher Leopoldina

## Schriften
- Thermische und elektrische Eigenschaften des metallischen Glasses ZrCu, Dissertation Göttingen 1981
- Amorphisierung in festen metallenen Systemen, Habilitation 1987